# چین زیر باسن
چین زیر باسن یا شیار گلوتئال (به انگلیسی: gluteal sulcus) (همچنین با نام‌های چین گلوتئال، تاک، چین باسن یا چین گلوتئال افقی یا چین زیر کون یا شیار زیر کپل نیز شناخته می‌شود) ناحیه‌ای از بدن انسان و میمون‌های آنتروپوئید است که توسط یک چین افقی که توسط قسمت زیرین باسن و قسمت بالای ران ایجاد می‌شود.
سولکوس گلوتئال توسط چین پوست افقی عقب مفصل ران و چربی روی آن و توسط مرز پایینی ماهیچه باسن ماکسیموس که به صورت مایل از چین عبور می‌کند تشکیل می‌شود و توسط مرز پایین عضله گلوتئوس ماکسیموس تشکیل نمی‌شود. این یکی از ویژگی‌های اصلی باسن است. کودکان مبتلا به دیسپلازی رشدی لگن با چین‌های گلوتئال ناهموار متولد می‌شوند و با معاینه فیزیکی و سونوگرافی قابل تشخیص هستند.

## ماهیچه‌های گلوتئال
ماهیچه‌های گلوتئال را می‌توان به دو گروه اصلی طبقه‌بندی کرد: ماهیچه‌های گلوتئال سطحی مسئول گسترش و کشش مفصل ران و همچنین تثبیت و حفظ تعادل لگن در طول چرخه راه رفتن هستند. عضلات گلوتئال عمق چرخش خارجی مفصل ران کشیده بازگشت لگن از خم شدن را کنترل می‌کنند.

## ارتباط بالینی
ماهیچه ناحیه فوق جانبی که بدون اعصاب و عروق است برای تزریق عضلانی استفاده می‌شود. راه رفتن ترندلنبورگ، (تمایل تنه به سمت پایی که روی آن ایستاده‌ایم) متشکل از ماهیچه‌های باسن (سرینی) مدیوس و مینیموس، برای حفظ تعادل لگن در طول چرخه راه رفتن ضروری است. سندرم پیریفورمیس که به آن سندرم گلوتئال عمیق یا سندرم درد گلوتئال نیز گفته می‌شود، عبارت است از درد یا بی‌حسی در قسمت پشتی ران، باسن و لگن همراه با گسترش یا درد رادیکولی در عصب سیاتیک. این وضعیت ممکن است در اثر ضربه، هماتوم، نشستن زیاد و تغییرات آناتومیک عضله و عصب ایجاد شود. فلج عصب گلوتئال فوقانی باعث آسیب به عصب گلوتئال فوقانی می‌شود که منجر به از دست دادن حرکتی می‌شود که به صورت لنگی ناتوان کننده گلوتئوس مدیوس پدیدار می‌شود. شایع‌ترین علت، خطای پزشکی در حین جراحی لگن یا تزریق عضلانی است. ضایعات عصب گلوتئال تحتانی از طریق آسیب‌های ایتروژنیک مانند جراحی، تروما، فتق یا تومورهای لگنی رخ می‌دهد. این وضعیت ممکن است منجر به نقص عملکردی عضله گلوتئوس ماکسیموس شود که بالا رفتن از پله‌ها یا ایستادن از روی صندلی را مشکل می‌کند، که به نام گلوتئوس ماکسیموس نیز شناخته می‌شود.